# Коста д'Арцола (Маса-Карара)
Коста д'Арцола је насеље у Италији у округу Маса-Карара, региону Тоскана.
Према процени из 2011. у насељу је живело 25 становника. Насеље се налази на надморској висини од 275 м.